# La Tchadienne
"La Tchadienne" (Tiếng Việt: Bài ca người Tchad) là quốc ca của Tchad. Lời bài hát được viết bởi Louis Gidrol (một tu sĩ Dòng Tên) và nhóm bạn học, được soạn nhạc bởi Paul Villard, bài hát được chọn làm quốc ca vào tháng 1 năm 1960 khi Tchad dành được độc lập từ tay Pháp.

## Lời
| Lời tiếng Pháp | Lời tiếng Ả Rập | Dịch sang tiếng Việt |
| --- | --- | --- |
| Peuple Tchadien, debout et à l'ouvrage ! Tu as conquis ta terre et ton droit ; Ta liberté naîtra de ton courage. Lève les yeux, l'avenir est à Toi. Ô mon Pays, que Dieu te prenne en garde, Que tes voisins admirent tes enfants. Joyeux, pacifique, avance en chantant, Fidèle à tes anciens qui te regardent. Peuple Tchadien, debout et à l'ouvrage ! Tu as conquis ta terre et ton droit ; Ta liberté naîtra de ton courage. Lève les yeux, l'avenir est à Toi. | Šaʿbu Tšād qum ʾilā-l-ʿamal Istardayta ʾarḍāka wa-haqqaka Wa-hurriyyatika tīwalidat min šajāʿatika Irfaʿ ʿaynayka fa-l-mustaqbalu lakka Yā bilādī fal-yaḥfaẓuk-illāh Fa-l-yaḥfaẓa jīrānika ua'bnaj'k ʾabnayʾka ʾayah' Al-muḥīṭu as-sārrī taqaddam wa-ʾanta tunšidūn? wāfiyyah l-ʾasalāfika aḏ-ḏaynu yanẓurūna ʾilayka Šaʿbu Tšād qum ʾilā-l-ʿamal Istardayta ʾarḍāka wa-haqqaka Wa-hurriyyatika tīwalidat min šajāʿatika Irfaʿ ʿaynayka fa-l-mustaqbalu lakka | Hỡi nhân dân Tchad, đứng lên và lao động chăm chỉ! Các bạn đã chinh phục vùng đất này, nắm giữ chính nghĩa; Tự do sinh ra từ lòng can đảm của mỗi người Mở to đôi mắt, tương lai là của các bạn. Ôi Tổ quốc tôi, cầu Chúa phù hộ, Mong các nước láng giềng ngưỡng mộ những người con nơi đây. Vui tươi, hoà bình, thăng tiến như bài hát này, Trung thành với tổ tiên - những người đang dõi theo ta. Hỡi nhân dân Tchad, đứng lên và lao động chăm chỉ! Các bạn đã chinh phục vùng đất này, nắm giữ chính nghĩa; Tự do sinh ra từ lòng can đảm của mỗi người Mở to đôi mắt, tương lai là của các bạn. |